# Sistema de alerta de tráfico y evasión de colisión

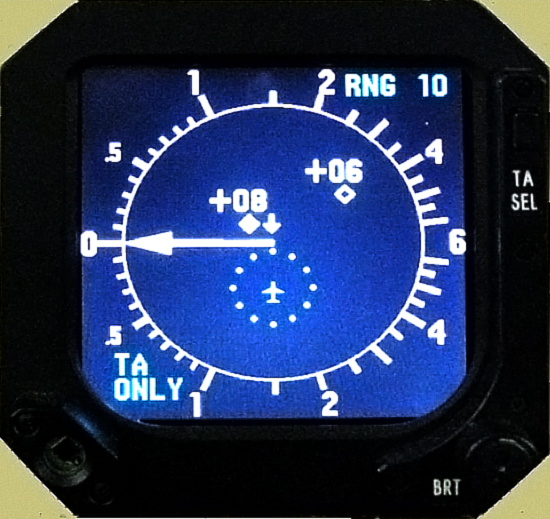
Pantalla de cabina combinada TCAS y Varioaltímetro (monocromo)

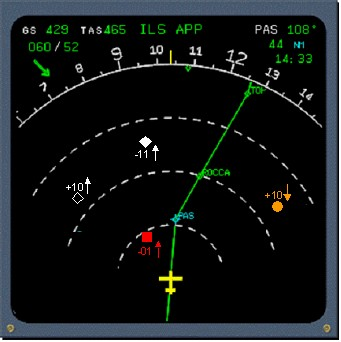
Pantalla de cabina combinada TCAS e Indicador de la situación horizontal (HSI) (color)

El TCAS (siglas en inglés de Traffic and Collision Avoidance System; en español: «Sistema de alerta de tráfico y evasión de colisión») es un sistema embarcado que prevé posibles colisiones entre diferentes aeronaves y funciona independientemente a los servicios de tránsito aéreo. Este dispositivo fue diseñado en los Estados Unidos en la década de 1980, surgiendo de las investigaciones desde los años 1950 para evitar colisiones entre aeronaves medianas. Se basa en el estándar de OACI llamado ACAS (Airborne Collision Avoidance System).

## TCAS básico
El sistema de transpondedor embarcado en la aeronave interroga a las aeronaves cercanas a ella en la frecuencia 1030 MHz. Las otras aeronaves posteriormente responden en 1090 MHz a esa aeronave. Estos ciclos se repiten varias veces por segundo. Por lo que se refiere al rango frecuencial, cabe señalar que usa la misma información que en las comunicaciones con los radares de vigilancia secundaria (SSR). Así pues, transfiriendo datos de distancia, rumbo y altitud entre aeronaves, conseguimos una representación en 3 dimensiones del espacio aéreo cercano a la aeronave.
El dispositivo se compone de 3 elementos básicos:
- Computador: Centraliza, calcula y gestiona las funciones de vigilancia, rastreo, detección, maniobras evasivas y generación de avisos entre otros.
- Antenas: Dispone de dos antenas, independientes a la antena del transpondedor, situadas una en la parte superior y otra en la parte inferior de la aeronave.
- Panel de control: Interfaz entre el piloto y el sistema. Consta de una pantalla donde se muestran los tráficos detectados (en aviones modernos este dispositivo está integrado en la pantalla de navegación conocida como glass cockpit. Además consta de botones para seleccionar diferentes modos de funcionamiento, variar el rango y diferentes opciones de mostrar la información.

Además cabe destacar que este sistema también va conectado al altímetro, al radioaltímetro y si está disponible con el Modo-S.

## Modos de funcionamiento
Existen 3 modos hoy en día:
- STBY: Responde al standby en inglés y simplemente el sistema no está activo.
- TA (Traffic Advisory): Anuncia la proximidad de un tráfico en la zona de alerta pero no sugiere ninguna resolución.
- TA/RA (Traffic Advisory/ Resolution Advisory): En este modo, no solo anuncia un posible intruso en la zona de alerta sino que además propone una solución/corrección inmediata en su trayectoria. Por otro lado, la otra aeronave implicada recibirá un anuncio igual  pero con una resolución diferente a la primera.

## Situación actual del TCAS
Según el ACAS, existen tres tipos posibles de sistemas anti colisiones:
- ACAS I: Solo proporciona alerta de tráfico (TA). El sistema correspondiente a ese tipo es el TCAS I.
- ACAS II: Proporciona alerta de tráfico (TA) y resolución de conflictos (RA) solo en el plano vertical. Su sistema correspondiente sería el TCAS II.
- ACAS III: Proporciona alerta de tráfico (TA) y resolución de conflictos (RA) tanto en el plano vertical como en el horizontal. Este sistema aún no ha sido implementado en TCAS.

Por lo tanto, el TCAS es aún una herramienta a desarrollar ya que está limitado a resoluciones verticales. Para un sistema de generación ACAS III, la resolución no solo constaría de un "Ascienda" o "Descienda", sino que podría integrar soluciones como "Vire a la derecha" además de las ya implementadas. Además, la resolución debe ir seguida de una maniobra en cada aeronave. Por lo tanto, la decisión a seguir esa resolución no solo depende de una tripulación, sino de dos.
Desde la colisión aérea de Überlingen en 2002, en muchos países la norma es actuar con prioridad ante una resolución de TCAS, anteponiéndola al control de tránsito aéreo.

## Futuro del sistema junto al ADS
El Sistema de Vigilancia Dependiente Automática, ADS (Automatic Dependent Surveillance), consiste en un método de vigilancia aérea donde la aeronave genera sus propios datos referentes a posición, velocidad, altitud, maniobras, etc. y los envía a los servicios de tránsito aéreo. A partir de este sistema, el TCAS se podría beneficiar mucho de toda esa información, complementando así las pocas referencias externas que tiene ahora mismo el TCAS y aumentando sus prestaciones. Así pues, ayudaría a una navegación más segura y más eficiente.